# The Warehouse Group
The Wárehouse Gróup Límited, (NZX: WHS) — группа компаний, основанная в 1982 году Стивеном Тиндаллом. Крупнейший дискаунтер в розничной торговле Новой Зеландии. The Warehouse очень похожа на Walmart в США, однако здесь продаётся гораздо больше брендовых товаров по сравнению с другими дискаунтерами или универмагами. Кроме того, компания занималась розничным бизнесом и в Австралии, до того, как он был продан компании Australian Discount Retail.
По итогам финансового года, заканчивающегося 29 июля 2012 года, компания The Warehouse Group Limited получила 90 160 тыс. новозеландских долларов чистой прибыли при обороте в $NZD 1 732 168 тыс., то есть рентабельность группы компаний составила 5,6 %.
По состоянию на июнь 2013 года группе компаний The Warehouse Group Limited принадлежала 91 торговая точка в Новой Зеландии. 24 ноября 2005 года The Warehouse Group Limited объявила о продаже подразделения в Австралии за 98 миллионов австралийских долларов. В декабре 2012 года компания объявила о покупке сети магазинов электроники The Noel Leeming Group за 65 миллионов долларов, вызвав тем самым критику в свой адрес ввиду убыточности этой компании.
В разговорной речи торговые точки компании могут называться «The Big Red Shed» (англ. Большой красный ангар/сарай); «WareWhare» («whare» на языке маори означает «дом»); «Woody Fuddy».

## История компании
- 1982: Открыт первый магазин компании в Уаирау-парк (англ. Wairau Park), Окленд.
- 1988: Открыт второй магазин на Маркет-стрит в Хейстингсе.
- 1990: Запущена первая общенациональная рекламная кампания с привлечением почтовых услуг.
- 1991: Объём продаж превысил сумму в 100 миллионов новозеландских долларов.
- 1991: Открыт первый специализированный магазин канцтоваров, Warehouse Stationery.
- 1992: Введены в обращение дисконтные карты The Warehouse card.
- 1995: The Warehouse выходит на Новозеландскую биржу, код тикера — TWH.
- 1996: Открыт распределительный центр на Северном острове Новой Зеландии.
- 1996: Открывается крупнейший торговый центр компании в Инверкаргилле.
- 1998: Отдел одежды становится главным подразделением компании.
- 2000: Акции компании входят в базу расчёта индекса NZSE 10 Новозеландской фондовой биржи — 10 наиболее ликвидных акций.
- 2000: Объём продаж превысил сумму в 1 миллиард новозеландских долларов.
- 2002: The Warehouse отмечает двадцатилетие бизнеса.
- 2002: Магазин The Warehouse открывается в Те-Куити[англ.].
- 2003: Открывается подразделение The Warehouse Australia, в которое входят 126 торговых точек.
- 2004: The Warehouse проводит ребрендинг и меняет формат магазинов.
- 2005: В пригороде Гамильтона, Те-Рапа, открывается магазин Lab store.
- 2005: Бренд Warehouse получает новый строчный логотип, проводится новая телевизионная рекламная кампания.
- 2005: The Warehouse объявляет о своём намерении выйти на рынок алкогольной продукции.
- 2005: Компания объявляет о выходе из бизнеса в Австралии к Рождеству[10]. Подразделение The Warehouse Australia продано за 92 миллиона австралийских долларов.
- 2006: В некоторых торговых точках компании начинают продаваться алкогольные напитки. В Инверкаргилле и Горе продажа алкогольной продукции запрещена местным законодательством.
- 2006: Открываются первые торговые точки компании с новым брендом, «The Warehouse Extra» в Сильвия-парке (англ. Sylvia Park), Окленд. В этих магазинах покупателям предлагается широкий выбор гастрономических товаров, в том числе бакалеи и выпечки. Работает фотолаборатория.
- 2007: Компания отмечает своё 25-летие и запускает по этому случаю 13 000 воздушных шаров, что вызывает озабоченность экологов[11][12].
- 2008: The Warehouse отказывается от полномасштабных продуктовых магазинов, функционирующих под названием «The Warehouse Extra», преобразовывает несколько магазинов в стандартный формат[13].
- 2009: Новая концепция компании. В Мосгиле[англ.] открывается первый магазин с небольшой площадью — «The Warehouse Local»[14].
- 2010: Открывается новый брендовый магазин компании в Гисборне (в настоящее время один из крупнейших). Это первый крупный торговый центр с момента открытия торгового центра в Сильвия-парке в 2006 году.
- 2012: Из торговых точек компании The Warehouse исчезают аптеки.
- 2012: Перестраивается торговый центр в Хейстингсе и становится одним из крупнейших в Новой Зеландии. Старый торговый центр на Маркет-стрит идёт на продажу.
- 2012: Компания объявляет о намерении приобрести сеть магазинов электроники The Noel Leeming Group за 65 миллионов долларов[3][4].
- 2013: Из торговых точек компании исчезают все минифотолаборатории HP Digital Photo Printing ввиду того, что компания Hewlett-Packard после завершения последнего контракта запросила бо́льшую цену.
- 2013: Бренд электроники Bond + Bond, купленный компанией в ходе сделки с Noel Leeming, закрыт. Половина из 24 торговых точек сети закрыта, остальные вошли в состав бренда Noel Leemings[15].
- 2013: The Warehouse Group приобретает 51 % акций онлайн-ретейлера Torpedo 7 за 33 миллиона долларов[16][17]

## Бизнес
Компания The Warehouse Group управляет сетью магазинов розничной торговли, в которых представлен большой выбор непродовольственных и продовольственных товаров. В 2012 году в компании насчитывалось 8178 сотрудников. Штаб-квартира компании расположена в Норт-Шоре, на Северном острове Новой Зеландии.
Помимо розничных точек, компании принадлежат два распределительных центра, расположенных в Вири и Роллстоне.
Компании The Warehouse Group принадлежат различные торговые марки, представленные в магазинах торговой сети компании. Так, например, ей принадлежит бренд Just, специализирующийся на выпуске продукции для садоводства и приусадебного хозяйства. Специализированные торговые точки, в которых можно приобрести продукцию торговой марки Just, расположены в Окленде, Гамильтоне и в Крайстчерче. Помимо этой торговой марки компании The Warehouse Group принадлежат ещё около 30 корпоративных брендов.
После открытия сети магазинов The Warehouse Extra, компания The Warehouse Group увеличила своё влияние в продуктовом бизнесе.
The Warehouse Group официально котируется на фондовой бирже Новой Зеландии с тикером WHS (ранее использовался тикер СВХ).

### Конкуренты
Основными конкурентами The Warehouse Group на рынке являются компании: Super Cheap Auto (автомобильная продукция), Farmers (сеть магазинов розничной торговли), Kmart Australia (сеть дисконтных магазинов розничной торговли) и Briscoes Group (сеть дисконтных магазинов спорттоваров и товаров для дома).

### Критика
The Warehouse Group получала негативные отзывы и подвергалась критике по поводу плохого качества товаров, продающихся в торговой сети компании. Так, например, в 2007 году в магазинах The Warehouse Group продавались велосипедные шлемы, в которых самопроизвольно отделялась внутренняя подкладка. В итоге эти шлемы были отозваны из продажи, а покупателей попросили вернуть купленные шлемы.
Компания также обвинялась в продаже контрафактной музыки. Руководство компании оспорило эти претензии, но музыкальные магазины компании были закрыты.
В мае 2007 года в ознаменование своей 25-й годовщины, компания выпустила 13 000 воздушных шаров в Дейри-Флэт. Это вызвало обеспокоенность Департамента охраны природы и других экологов.
В декабре 2007 года женщина из Фангареи была уволена из компании. Она оставила гневные комментарии о руководстве компании на своей странице в социальной сети Bebo, а также написала о том, что «работа очень плохая» (англ. «work sux») и что возникала необходимость работать до полуночи.
В декабре 2009 года персонал компании объявил забастовку в связи с тем, что в преддверии Рождества продолжительность рабочего времени была увеличена до 50 часов в неделю и сотрудникам приходилось работать допоздна.

### Политика по возврату товара
Компания придерживается комплексной политики возврата товара. «Гарантия возврата денег» (возврат товара по любым причинам) доступна для большинства продуктов, за исключением нижнего белья, носителей информации и скоропортящихся продуктов. В Австралии гарантия возврата денег не применялась, в том числе в связи с конкуренцией со стороны таких торговых сетей как K-Mart, Target, Big W. В конце 2005 года The Warehouse Group объявила о закрытии австралийского подразделения.

### Операции в Австралии
В 2000 году компания The Warehouse Group стала участником австралийского розничного рынка. Она поглотила розничные сети Clint's Crazy Bargains и Silly Solly’s. К моменту совершения сделки этим сетям принадлежало 117 магазинов розничной торговли.
В 2003 году компания построила распределительный центр в Квинсленде за 33 млн австралийских долларов. В том же году компания объявила о внедрении в Австралии своих систем управления запасами — Tui и Tolas.
К 2005 году австралийское подразделение так и не смогло принести ожидаемой прибыли. Объём продаж в 2005 году составил 518,8 млн австралийских долларов, на 48,5 млн долларов меньше объёма продаж в 2004 году (567,3 млн долларов). В ноябре 2005 года компания The Warehouse Group Limited объявила о заключении условного соглашения о продаже бизнеса в Австралии. Покупателями выступили компания PPM Capital Limited, её дочерняя компания Catalyst Investment Managers (холдинг Catalyst) и Castle Harlan Australian Mezzanine Partners, действующая от имени фонда CHAMP (CHAMP I и CHAMP II). Сумма сделки составила 92 млн австралийских долларов (99 млн новозеландских долларов). Новое бизнес-подразделение, образовавшееся в результате сделки было названо Australian Discount Retail (ADR). В рамках этой же сделки штаб-квартира компании The Warehouse Group в Сиднее была продана фонду Investec Wentworth Specialised Property Trust. Несмотря на то, что договор о сделке вступил в силу 27 ноября 2005 года, она завершилась только к началу 2006 года.
При образовании Australian Discount Retail произошло поглощение компании Miller's Retail, в том числе её торговых сетей Go-Lo, Crazy Clark's и Chickenfeed. К моменту совершения сделки Miller’s Retail принадлежали 335 магазинов розничной торговли.
После продажи бизнеса бывшие магазины The Warehouse Group в Австралии были переименованы в Sam's Warehouse.

### Гипермаркеты

Логотип гипермаркета «The Warehouse Extra»

В июне 2006 года в Сильвия-парке (Окленд) открылся магазин «The Warehouse Extra», площадью 12 500 м². Это был первый магазин в планируемой сети гипермаркетов. Кроме того, это был первый магазин, в котором можно было приобрести выпечку местного производства, лекарства, и посетить кафе. Аналогично гипермаркетам Wal-Mart в США, стеллажи с продуктами питания были размещены перпендикулярно стеллажам с непищевой продукцией. Вместо высоких промышленных стеллажей использовались обычные полки и витрины. В элементах дизайна магазина использовалось намного меньше красного цвета, чем в обычных магазинах The Warehouse Group.
Гипермаркеты «The Warehouse Extra» были открыты также в Фангареи и пригороде Гамильтона, Те-Рапа. В октябре 2008 года компания The Warehouse объявила, что формат гипермаркетов будет «законсервирован», а магазины в ближайшие месяцы будут преобразованы к традиционному формату. На тот момент в регионе Окленд существовало четыре гипермаркета «The Warehouse Extra» (в Олбани, Манукау, Сильвия-парке, и в Уэстгейте).
По состоянию на 1 июля 2013 года бренд «The Warehouse Extra» использовался для крупных традиционных магазинов розничной торговли. Эти магазины располагали бо́льшей торговой площадью и в них был представлен бо́льший ассортимент продукции.

### Мини-маркеты

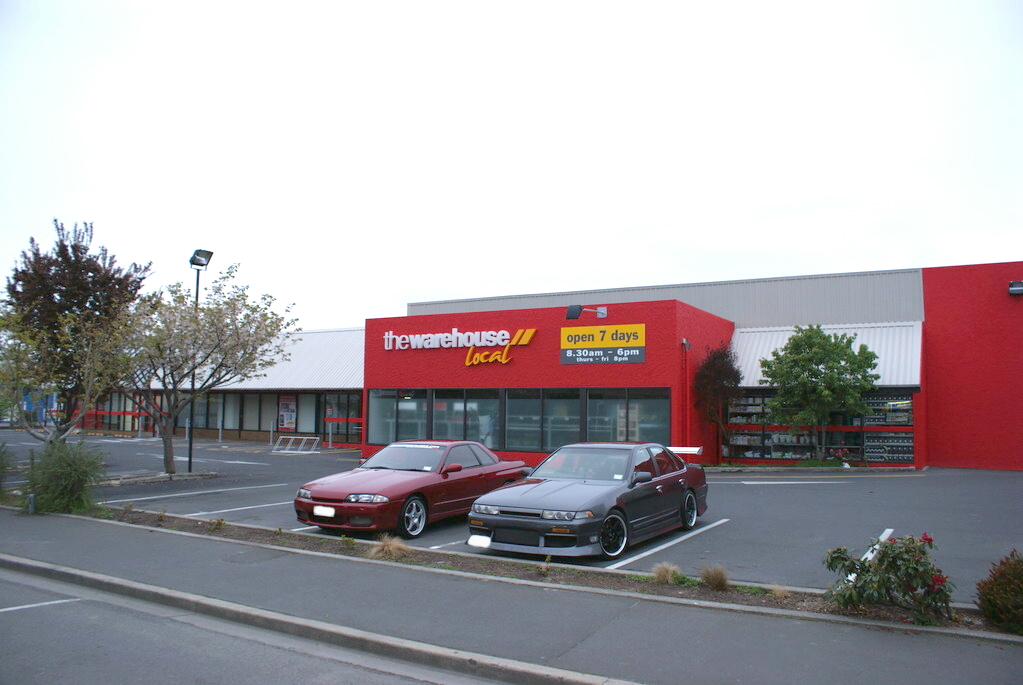
Внешний вид магазина Warehouse Local в Мосгиле.

23 июля 2009 года компания The Warehouse Group открыла в Мосгиле первый мини-маркет, The Warehouse Local. Торговая площадь магазинов The Warehouse Local не превышает 2000 м², в то время как средняя торговая площадь обычных магазинов розничной сети составляет около 5000 м². Компания собиралась открывать ещё по 3 мини-магазина подобного типа в год на протяжении последующих пяти лет. Руководство The Warehouse Group считало, что новый формат торговых точек позволит компании занять лидирующие позиции на рынке не только в малых, но и в крупных городах Новой Зеландии.

## Маркетинговая политика
The Warehouse Group вышла на фондовую биржу в 1995 году. К 2005 году цена акций компании выросла с $1,29 до $5.54. В 2005 году цена акций компании резко упала вследствие недополучения ожидаемой прибыли от австралийского подразделения.
Тем не менее, компания функционирует достаточно успешно. Она является крупнейшей компанией розничной торговли в Новой Зеландии и одной из крупнейших компаний Новой Зеландии по уровню годового дохода. Для достижения положительных результатов компания придерживается следующей стратегии:
- The Warehouse придерживается политики «всегда низкие цены» (англ. «cheap prices everyday, all the time»). Слоган компании: «где каждый совершает выгодную покупку» (англ. «where everyone gets a bargain»).
- Выгода компании складывается от экономии за счёт масштаба торговли и грамотной логистики; приобретение большого количества товаров у поставщиков в сочетании с эффективной системой складского учёта помогает сделать текущие расходы ниже, чем у конкурентов. Эффект масштаба используется и другими предприятиями розничной торговли, такими как Bin Inn и Countdown.
- The Warehouse Group предлагает покупателям настолько разнообразный ассортимент товаров, насколько это возможно. Это позволяет компании увеличить прибыль в пересчёте на фиксированную базовую стоимость товара за счёт увеличения объёма продаж. Отчасти по этой причине в магазинах компании стала продаваться дешёвая бакалейная продукция.

## Статистика

### Розничные операции

Логотип «The Warehouse», используемый до 2006 года. В Новой Зеландии эта версия логотипа больше не используется. Австралийские магазины использовали этот логотип до переименования в 2008 году.

В ведении The Warehouse Group находятся три основных подразделения:
- The Warehouse New Zealand (Красные ангары, с англ. Red Sheds) — торговые точки со средней площадью 7400 м², с широким ассортиментом товаров, в том числе одежды, электроники, медицинских и косметических средств, игрушек, спортивных товаров и товаров для дома. Они также включают в себя крупные отделы с товарами для приусадебного хозяйства и садоводства, отделы с медиапродукцией и минифотолаборатории.
- Warehouse Stationery (Синие ангары, с англ. Blue Sheds) — торговые точки со средней площадью 2800—3700 м², в которых представлены канцелярские товары, компьютеры, принтеры и другая оргтехника.
- Noel Leeming — магазины электроники и бытовой техники.

### Магазины
По состоянию на 8 марта 2013 года группе компаний The Warehouse Group Limited принадлежало 226 магазинов с общим объёмом продаж за 2012 год в 2,317 млрд долларов, в том числе:
- магазинов и торговых точек The Warehouse NZ: 92
- магазинов канцелярских товаров: 59
- магазинов Noel Leeming Group: 75
- 51 % акций Torpedo 7 Group, онлайн-ретейлера, занимающегося продвижением продуктов компании в сети Internet.

По состоянию на 8 марта 2013 года персонал компании составлял 9630 человек.

### Ключевые сотрудники
| Исполнительный совет                     |                                 |
| Марк Пауэлл (англ. Mark Powell)          | Главный исполнительный директор |
| Стивен Тиндалл (англ. Stephen Tindall)   | Основатель                      |
| Совет директоров                         |                                 |
| Джон Авери (англ. John Avery)            | Директор                        |
| Роберт Чаллинор (англ. Robert Challinor) | Директор                        |
| Джон Далсен (англ. John Dahlsen)         | Директор                        |
| Грэм Эванс (англ. Graham Evans)          | Директор                        |